# Fiat CR.42
El Fiat C.R.42 Falco (‘halcón’ en italiano) era un caza biplano italiano, que prestó servicio en varias fuerzas aéreas durante la Segunda Guerra Mundial. A menudo comparado en concepto y diseño con el Gloster Gladiator británico, contra el que combatió frecuentemente en 1940-1941, el CR.42, diseñado por Celestino Rosatelli, ya era un anacronismo cuando entró en servicio en 1939.

## Historia y diseño
El Fiat CR.42 fue resultado de la errónea creencia de que el biplano aun era una fórmula eficaz en combate aéreo por su gran maniobrabilidad. Esta suposición de las autoridades italianas tenía su fundamento en los éxitos conseguidos por el Fiat CR.32 en la lucha contra los cazas soviéticos en la guerra civil española. Así, el prototipo realizó su primer vuelo el 23 de mayo de 1938. El CR.42 estaba desarrollado a partir de la versión inicial del CR.32, del que conservaba sus planos desiguales junto con el sistema de montantes interplanos Warren, y de los prototipos experimentales CR.40 y CR.41, de los que había heredado la planta motriz radial. La estructura básica era de metal con revestimiento en aleación ligera y tren de aterrizaje de vía ancha y patas independientes con amortiguadores oleoneumáticos y carenados en las ruedas. Estaba impulsado por un motor radial Fiat A.74 R1C38 con un capó de amplia cuerda.
Tras distintas evaluaciones, el Ministerio de Aeronáutica italiano ordenó una serie de 200 aparatos y la primera entrega se realizó en la factoría Fiat de Turín en febrero de 1939. Irónicamente la quinta serie del caza monoplano de ala baja Fiat G.50 había salido de fábrica dos meses antes.

## Operatividad

### Segunda Guerra Mundial
El 10 de junio de 1940, al declarar Italia la guerra a los Aliados, doscientos setenta y dos CR.42 equipaban a las squadriglie de cazas. Aviones del 3º Stormo atacaron objetivos en el sur de Francia y realizaron misiones de escolta de bombarderos hasta que se firmó el armisticio con ese país el 24 de junio. Entre septiembre y noviembre de 1940, los CR.42 del Corpo Aéreo Italiano operaron desde bases en Bélgica para atacar el sur de Inglaterra, conjuntamente con unidades de la Luftwaffe. Su participación en la Batalla de Inglaterra fue esporádica y no muy efectiva ante los cazas británicos, más rápidos y mejor armados. Los cincuenta CR.42 del 18º Gruppo sufrieron graves pérdidas en las misiones realizadas y la unidad fue enviada de vuelta a Italia el 3 de enero de 1941. Los CR.42 entraron en combate a continuación en Grecia, sobre el mar Egeo y en Libia. Dos squadriglie basadas en el África Oriental Italiana, las n.º 412 y 413, recibieron Fiat CR.42 en mayo de 1940, pero a pesar de la aparente robustez del aparato, quedó pronto en evidencia que solo podría mantenerse una fuerza de cazas en este teatro de operaciones si se trasladaban más aviones desde Italia. Para ello, se realizó un gran puente aéreo de más de 4.000 km sobre territorio enemigo con transportes Savoia-Marchetti SM.82 que volaron hasta el África Oriental con cincuenta y un CR.42 desmontados, más algunos motores adicionales, repuestos, armamento y equipo auxiliar durante nueve meses a partir de agosto de 1940. La mayoría de estos aparatos fueron destruidos en el aire o en el suelo, aunque también derribaron anticuados aviones británicos y sudafricanos.
Durante las operaciones iniciales sobre Libia, los CR.42 demostraron ser efectivos tanto ante los aparatos de la RAF como contra objetivos en tierra, sin embargo a medida que las fuerzas británicas iban ganando terreno y recibían nuevos aviones, los CR.42 fueron relegados casi exclusivamente a misiones de ataque a tierra. En julio de 1941, los primeros ejemplares de la nueva versión CR.42 AS (AS de África Septentrional), optimizada para actuar en el teatro norteafricano, comenzaron a llegar a Libia. Disponían de filtros de arena y soportes subalares para transportar dos bombas de 100 kg. Desde septiembre de 1942 las pérdidas fueron muy graves y tan solo ochenta y dos C.42 quedaban en estado operativo en enero de 1943 y pudieron ser evacuados. Sin embargo, se siguieron utilizando en Grecia, Albania y Yugoslavia; otros fueron basados en Sicilia para operar contra Malta y en la península italiana como cazas de defensa aérea.
A pesar de que se siguieron produciendo, solo quedaban sesenta y cuatro CR.42 en servicio cuando Italia firmó el armisticio con los Aliados en septiembre de 1943; de ellos, algunos siguieron combatiendo con las tropas fascistas de la República Social Italiana y con la Luftwaffe, que siguió construyéndolos en una versión especializada de hostigamiento nocturno, que solía realizar las acciones al amparo de la oscuridad contra las concentraciones de tropas aliadas en territorio italiano, operando desde bases en el norte de Italia, Yugoslavia y Austria. Las últimas misiones militares llevadas a cabo por Fiat CR.42 tuvieron lugar a principios de mayo de 1945.
La producción total de CR.42 fue de 1781 aparatos de todas las versiones, incluyendo 150 ejemplares construidos como aviones de ataque a tierra para la Luftwaffe en 1943-1944.

## Variantes
CR.42 Caccia-Bombardiere: conversión inicial capaz de transportar una carga bélica de 200 kg en misiones de ataque al suelo.
CR.42 AS: cazabombardero con carburador para clima tropical, filtro de arena y dos soportes para bombas de 100 kg.; se comenzaron a construir a partir de mayo de 1941.
CR.42 CN (Caccia Notturna): versión de caza nocturna con tubos de escape provistos de apagallamas, radio y pequeños focos subalares.
CR.42 DB: prototipo con motor Daimler-Benz DB 601E de 1.160 cv, que voló en marzo de 1941 alcanzando una velocidad de 515 km/h.
ICR.42: versión con flotadores desarrollada por CMASA, subsidiaria de Fiat especializada en hidroaviones; evaluado en 1940 pero no llegó a entrar en producción.
CR.42 LW: versión de hostigamiento nocturno y antiguerrilla, producido por Fiat para la Luftwaffe tras el armisticio italiano de 1943 y la caída en manos alemanas de las fábricas del norte del país; cargaba bombas como el CR.42 AS.
CR.42 biplaza: algunos CR.42 suecos fueron modificados como remolcadores de blancos; algunos aparatos italianos fueron convertidos en biplazas.

## Usuarios

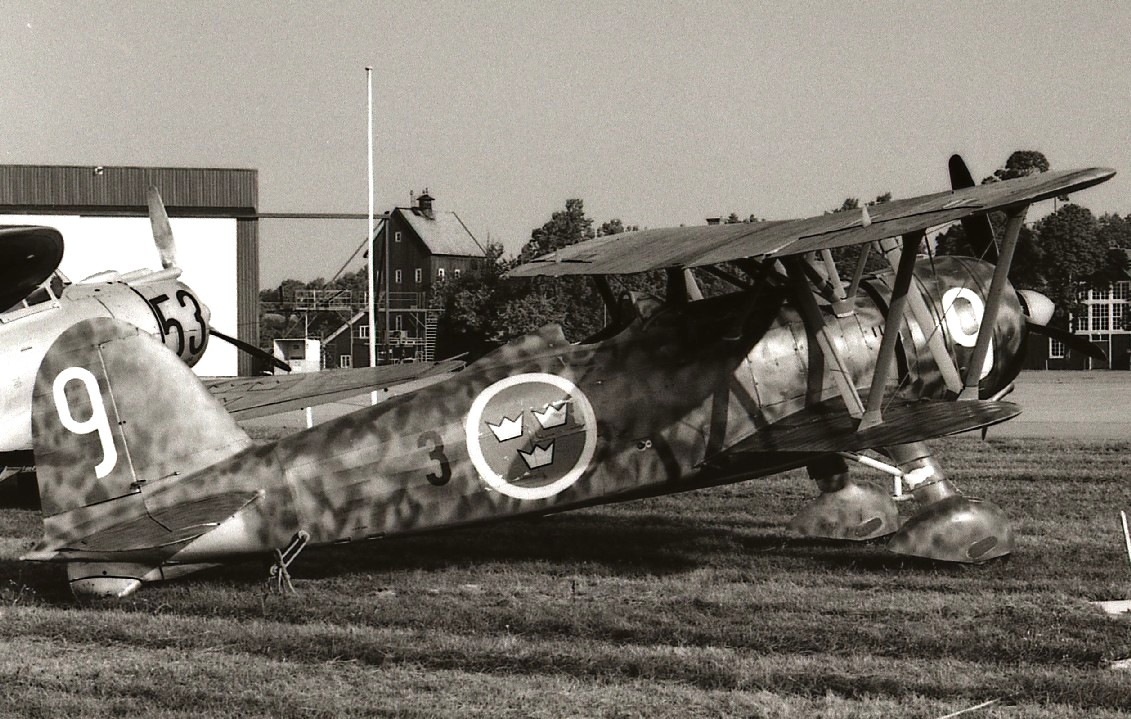
CR.42 de la Fuerza Aérea Sueca

Italia
- Regia Aeronautica

 Bélgica
- Fuerza Aérea Belga

Compró cuarenta CR.42 a fines de 1939 y, al ser invadida por los alemanes el 10 de mayo de 1940, solo 24 habían sido entregados y volaban con las Escadrilles nº 3 y 4 de la Aéronautique Militaire belga; la mayoría de ellos fueron destruidos en tierra por ataques sorpresivos de la aviación alemana.
 Estado Independiente de Croacia
- Zrakoplovstvo Nezavisne Države Hrvatske

 Hungría
- Real Fuerza Aérea del Ejército Húngaro

Compró sesenta y ocho CR.42 que le fueron entregados entre 1939 y 1940. Estos aviones participaron en la campaña contra Yugoslavia y en la operación “Barbarroja”, la invasión de la Unión Soviética, en el verano de 1941. Fueron retirados de primera línea a finales de ese mismo año.
 III Reich
- Luftwaffe

 Suecia
- Fuerza Aérea Sueca

Realizó un pedido de 72 aparatos de este tipo, de los que cinco le fueron entregados en febrero de 1940 y los restantes en septiembre de 1941. En la Flygvapen sueca recibieron la designación J11, siendo encuadrados en la Flyflottilj 9 con base en Gothenburg.

## Especificaciones técnicas

### Características generales
- Tripulación: 1
- Longitud: 8,26 m
- Envergadura: 9,70 m
- Altura: 3,50 m
- Superficie alar: 22,40 m²
- Peso vacío: 1.782 kg
- Peso máximo al despegue: 2.295 kg
- Planta motriz: 1× Fiat A.74 R1C 38 radial de 14 cilindros.
  - Potencia: 640 kW (882 HP; 870 CV)

### Rendimiento
- Velocidad máxima operativa (Vno): 430 km/h a 5.000 m
- Alcance: 775 km
- Techo de vuelo: 10.200 m
- Régimen de ascenso: 11,8 m/s

### Armamento
- Ametralladoras: 2× Breda-SAFAT de 12,7 mm sobre el motor, sincronizadas con la hélice. Algunos aparatos llevaron dos ametralladoras adicionales bajo las alas
- Bombas: 2 bombas de hasta 100 kg

### Desarrollos relacionados
- Fiat CR.32

### Aeronaves similares
- Avia B-534
- Gloster Gladiator
- Polikarpov I-153
- Henschel Hs 123

### Secuencias de designación
- Fiat CR.20 · Fiat CR.30 · Fiat CR.32 · Fiat CR.42

### Listas relacionadas
- Anexo:Cazas de la Segunda Guerra Mundial
- Anexo:Lista de biplanos